# Sud-Est Aviation SE.2100
Die Sud-Est Aviation SE.2100 (SNCASE SE.2100) war ein in Frankreich hergestelltes einmotoriges, zweisitziges Reiseflugzeug, das im Jahr 1945 seinen Erstflug hatte. Sie war als Nurflügelflugzeug mit Druckpropeller ausgelegt. Nur ein einziges Exemplar wurde gebaut.

## Entwicklung und Konstruktion
Unter der Leitung von Pierre Satre entstand kurz nach Beendigung der Kampfhandlungen des Zweiten Weltkriegs bereits das Reiseflugzeug SE.2100. Die Maschine war in Ganzmetallbauweise hergestellt, hatte eine Spannweite von 10 m und erreichte mit einem 140-PS-Renault-Bengali-Motor 230 km/h. Die Steuerung erfolgte durch Elevons und Endscheibenseitenruder an den Flügelspitzen. Im Ruderbereich waren automatische Vorflügel eingebaut. Mit einem Tankinhalt von 140 l hatte die SE.2100 eine Reichweite von etwa 900 km. Eine Besonderheit stellten die Kabinentüren dar, die sich fast über die gesamte Rumpfhöhe erstreckten. Sie konnten wie eine Autotür geöffnet werden, wobei ein Teil der Flügelnase mit nach vorne klappte. Das ermöglichte einen bequemen Einstieg von beiden Seiten. Wie schon bei der Nieuport S.G.A 914 im Jahre 1932, so war auch die SE.2100 ihrer Zeit zu weit voraus. Nachdem sich keine Käufer finden ließen, fand eine Serienfertigung nicht statt. Bei Sud-Est entstanden in den folgenden Jahren noch einige schwanzlose Konstruktionen, deren bekannteste der Delta-Jäger SE.212 „Durandal“ sein dürfte.
Testpilot war Pierre Nadot, Cheftestpilot der SNCASE (Société Nationale de Constructions Aéronautiques du Sud-Est), der am 4. Oktober 1945 in Toulouse zum ersten Mal die Maschine flog. Im Jahr 1952 existierte das Flugzeug noch, dann verlieren sich seine Spuren.

## Technische Daten
| Kenngröße             | Daten                                    |
| --------------------- | ---------------------------------------- |
| Besatzung             | 1                                        |
| Passagiere            | 1                                        |
| Länge                 | 4,92 m                                   |
| Spannweite            | 9,89 m                                   |
| Höhe                  |                                          |
| Flügelfläche          | 15,11 m²                                 |
| Flügelstreckung       | 6,5                                      |
| Leermasse             | 518 kg                                   |
| Startmasse            | 800 kg                                   |
| Triebwerk             | ein Renault Bengali, 140 PS (ca. 100 kW) |
| Höchstgeschwindigkeit | 230 km/h                                 |
| Landegeschwindigkeit  | 90 km/h                                  |
| Reichweite            | 900 km                                   |